# Discographie de Versailles
La discographie de Versailles, un groupe japonais de métal Symphonique à l'intérieur de la scène Visual kei.

## Albums

### Albums studio
| Année | Album                                                                                       | Charts                             | Charts                             |
| Année | Album                                                                                       | Oricon Style Albums Weekly Chart , | Oricon Style Albums Weekly Chart , |
| Année | Album                                                                                       | Indie                              | Normal                             |
| ----- | ------------------------------------------------------------------------------------------- | ---------------------------------- | ---------------------------------- |
| 2008  | Noble -Vampire's Chronicles- - Sorti le 16 juillet 2008 - Label Sherow Artist Society.      | 4                                  | 42                                 |
| 2010  | Jubilee -Method of Inheritance- (en) - Sorti le 20 janvier 2010 - Label Warner Music Japan. | -                                  | 16                                 |
| 2011  | Holy Grail - Sorti le 15 juin 2011 - Label Warner Music Japan.                              | -                                  | 12                                 |

### Maxis
| Année | Titre                                                                       | Charts                             | Charts                             |
| Année | Titre                                                                       | Oricon Style Albums Weekly Chart , | Oricon Style Albums Weekly Chart , |
| Année | Titre                                                                       | Indie                              | Normal                             |
| ----- | --------------------------------------------------------------------------- | ---------------------------------- | ---------------------------------- |
| 2007  | Lyrical Sympathy - Sorti le: 31 octobre 2007 - Label Sherow Artist Society. | 4                                  | 76                                 |

### Albums live
| Année | Titre                                                                                | Charts                             | Charts                             |
| Année | Titre                                                                                | Oricon Style Albums Weekly Chart , | Oricon Style Albums Weekly Chart , |
| Année | Titre                                                                                | Indie                              | Normal                             |
| ----- | ------------------------------------------------------------------------------------ | ---------------------------------- | ---------------------------------- |
| 2010  | Lyrical Sympathy -Live- - Sorti le 1er septembre 2010 - Label Sherow Artist Society. | 14                                 | 123                                |
| 2010  | Noble -Live- - Sorti le 1er septembre 2010 - Label Sherow Artist Society.            | 17                                 | 130                                |

### Compilations
| année | Chanson                          | Album                            |
| ----- | -------------------------------- | -------------------------------- |
| 2007  | "The Love From a Dead Orchestra" | Tokyo Rock City                  |
| 2007  | "The Red Carpet Day"             | Cupia Vol.1                      |
| 2008  | "Sforzando"                      | CROSS GATE 2008 -Chaotic Sorrow- |
| 2008  | "Prince"                         | The Art of Propaganda            |

## Singles
| Année                 | Single                      | Charts                              | Charts                              | Album                           |
| Année                 | Single                      | Oricon Style Singles Weekly Chart , | Oricon Style Singles Weekly Chart , | Album                           |
| Année                 | Single                      | Indie                               | Normal                              | Album                           |
| --------------------- | --------------------------- | ----------------------------------- | ----------------------------------- | ------------------------------- |
| 2007                  | "The Revenant Choir"        | —                                   | —                                   | Noble -Vampire's Chronicles-    |
| 2008                  | "A Noble Was Born In Chaos" | —                                   | —                                   | Noble -Vampire's Chronicles-    |
| 2008                  | "Prince & Princess"         | 1                                   | 16                                  | Jubilee -Method of Inheritance- |
| 2009                  | "Ascendead Master"          | -                                   | 8                                   | Jubilee -Method of Inheritance- |
| 2010                  | "Destiny -The Lovers-"      | -                                   | 17                                  | Holy Grail                      |
| 2011                  | "Philia"                    | -                                   | 15                                  | Holy Grail                      |
| 2012                  | «Rhapsody of the Darkness»  | -                                   |                                     |                                 |
| Singles promotionnels |                             |                                     |                                     |                                 |
| 2008                  | "Prince"                    | —                                   | —                                   | Noble -Vampire's Chronicles-    |

## Vidéoclip
| Année | Titre                   |
| ----- | ----------------------- |
| 2007  | "The Revenant Choir"    |
| 2007  | "Shout & Bites"         |
| 2008  | "Aristocrat's Symphony" |
| 2009  | "Ascendead Master"      |
| 2010  | "Serenade"              |
| 2010  | "Destiny -The Lovers-"  |
| 2011  | "Philia"                |
| 2011  | "Masquerade"            |
| 2011  | "Vampire"               |